# Herasaari (ö i Södra Savolax, S:t Michel, lat 61,53, long 27,67)
Herasaari är en ö i Finland. Den ligger i sjön Saimen och i kommunen Sankt Michel i den ekonomiska regionen  S:t Michel och landskapet Södra Savolax, i den södra delen av landet, 210 km nordost om huvudstaden Helsingfors. Öns area är 3 hektar och dess största längd är 290 meter i nord-sydlig riktning.